# Logistikimmobilie

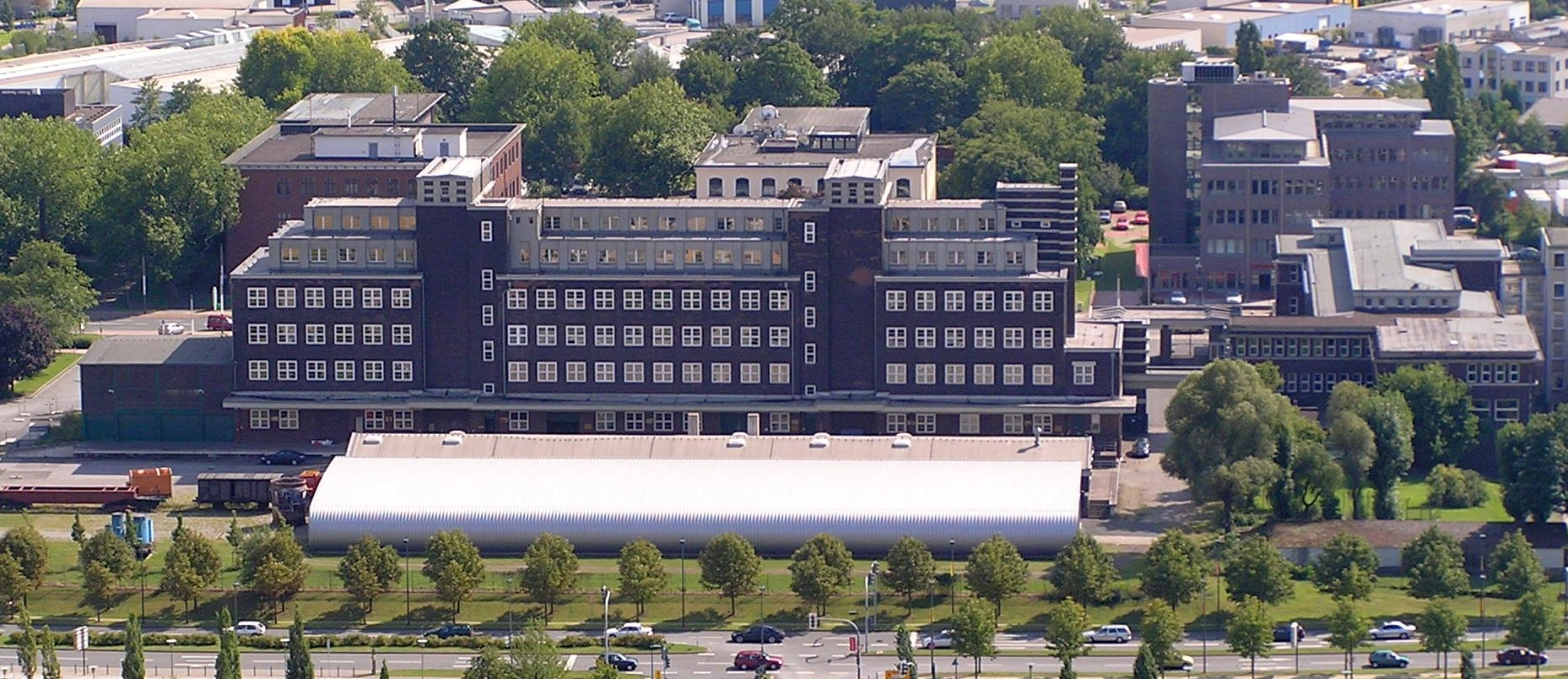
Hauptlagerhaus der Gutehoffnungshütte in Oberhausen

Logistikimmobilie ist die Bezeichnung für eine Immobilie, die zur Lagerhaltung, Kommissionierung und Distribution von Waren genutzt wird.
Dieser Immobilientypus entspricht weitestgehend dem Typus der Lagerhallen, allerdings ist die Größe von Logistikimmobilien unterschiedlich: Lagerhallen haben häufig Dimensionen unter 5.000 m², während Logistikimmobilien deutlich über 10.000 m², häufig sogar 40.000 m² bis in Einzelfällen über 200.000 m² aufweisen.
Im angelsächsischen Bereich wird dieser Bereich als warehousing bezeichnet und wird dem Bereich industrial (Industrieimmobilien) zugeordnet und von residential (Wohnimmobilien), office (Büroimmobilien), retail (Handelsimmobilien) und hotel (Hotelimmobilien) abgegrenzt.
Die Konzeption von Logistikimmobilien ist einem Wandel unterworfen. Aufgrund des Zusammenwachsens der europäischen Märkte, der Veränderung der Verkehrsströme und die Aufhebung nationaler Grenzen werden die Distributionssysteme reorganisiert: neue Standorte gewinnen an Bedeutung und traditionelle Standorte verlieren an Bedeutung. Mehrere Standorte werden aus Kostengründen zusammengefasst und in einem Zentrallager gebündelt. Bei der Realisierung von Neubauten werden zunehmend ökologische Aspekte sowie eine nachhaltige Bauweise berücksichtigt.
Der elektronische Handel (E-Commerce) beeinflusst auch die Logistikimmobilien: die hierfür zum Einsatz kommenden Immobilien zeichnen sich durch größere Flächen, höhere Mitarbeiterzahlen und höhere Automatisierungsgrade aus. Die Standorte befinden sich am Rande von Ballungsräumen, damit die hohen Serviceanforderungen der Kunden (u. a. Same Day Delivery, same hour delivery) erfüllt werden können.

## Arten von Logistikimmobilien
Unter dem Begriff Logistikimmobilien werden ganz unterschiedliche Immobilien subsumiert:
Umschlaghallen
zur Aufteilung eingehender Waren aus dem Fernverkehr in den Nahverkehr mit Cross docking. Hier findet eine Sortierung statt, und damit der Bedarf, Waren höchstens für einen kurzen Zeitraum zwischen zu lagern. Umschlaghallen haben deshalb eine hohe Anzahl von Toren, eine geringe Hallenhöhe und auch nur eine begrenzte Hallentiefe, um möglichst kurze Wege zu erzielen.
Lagerhallen
verfügen je nach verwendeter Lagertechnik über größere Höhen aber nur über eine begrenzte Anzahl von Toren.
Distributionshallen
dienen der Warenverteilung und verbinden damit die Funktion der Lagerhalle als Basis mit der zusätzlichen Funktion der Kommissionierung. Neben einer größeren Hallenhöhe ist auch die Hallentiefe wesentlich größer dimensioniert und die Anzahl der Tore ist auch höher als bei einer Lagerhalle.
Speziallager
für bestimmte Funktionen in der Logistik (Gefahrstofflager, Lager für wassergefährdende Stoffe, Kühlhallen etc.). Auf der Basis gesetzlicher Auflagen sind die baulichen Gestaltungen vorzunehmen und Rahmenbedingungen einzuhalten. Andererseits gibt es auch ablauftechnische Erfordernisse, die die Gestaltung beeinflussen. So sind Kühlhallen mit einer minimalen Anzahl von Toren ausgestattet, um die Kälteverluste zu begrenzen.
Hochregallager sind Lager in Silobauweise. Genau genommen ist es ein Regal mit witterungsschützender Ummantelung (Dach und Wand). Das Hochregallager wird fälschlicherweise immer wieder auch als Logistikimmobilie bezeichnet. Vielmehr ist das Hochregallager eine Betriebseinrichtung und wird auch steuerlich so behandelt.